# Béryl Gastaldello
Béryl Gastaldello, född 16 februari 1995, är en fransk simmare. 

## Karriär
Gastaldello tävlade i fyra grenar (100 meter frisim, 4 x 100 meter frisim, 100 meter fjärilsim och 4 x 100 meter medley) för Frankrike vid olympiska sommarspelen 2016 i Rio de Janeiro.
Vid OS i Tokyo 2021 slutade Gastaldello på 23:e plats på 100 meter ryggsim samt var en del av Frankrikes lag som slutade på 10:e plats på 4×100 meter frisim.
I december 2022 vid kortbane-VM i Melbourne tog Gastaldello silver på 100 meter medley samt var en del av Frankrikes kapplag som tog guld och noterade ett nytt världsrekord på 4×50 meter mixed frisim.
I december 2023 vid kortbane-EM i Otopeni tog Gastaldello guld på 100 meter frisim, silver på både 50 meter frisim och 100 meter medley samt var en del av Frankrikes kapplag som tog silver på 4×50 meter mixed medley och brons på 4×50 meter mixed frisim.